# Goyenia scitula
Goyenia scitula là một loài nhện trong họ Desidae.
Loài này thuộc chi Goyenia. Goyenia scitula được miêu tả năm 1970 bởi Raymond Robert Forster.